# Đurđenovac
Đurđenovac (maďarsky Gyurgyenovác, v srbské cyrilici Ђурђеновац, německy Georgshof an der Schleuse) je obec (opčina) v Osijecko-baranjské župě ve východním Chorvatsku. V roce 2011 zde žilo celkem 2944 obyvatel. 96,6 % z nich bylo chorvatské národnosti a 1,9 % z nich byli Srbové.
První písemná zmínka o obci pochází z roku 1690 pod názvem Györgynovacz. V roce 1745 je již doložen poslovanštěný název Gjurgjenovac. Až do roku 1945 měla obec značný počet maďarského a německého obyvatelstva. 

## Obyvatelstvo
| Počet obyvatel | Počet obyvatel | Počet obyvatel | Počet obyvatel | Počet obyvatel | Počet obyvatel | Počet obyvatel | Počet obyvatel | Počet obyvatel | Počet obyvatel | Počet obyvatel | Počet obyvatel | Počet obyvatel | Počet obyvatel | Počet obyvatel | Počet obyvatel |
| -------------- | -------------- | -------------- | -------------- | -------------- | -------------- | -------------- | -------------- | -------------- | -------------- | -------------- | -------------- | -------------- | -------------- | -------------- | -------------- |
| 1857           | 1869           | 1880           | 1890           | 1900           | 1910           | 1921           | 1931           | 1948           | 1953           | 1961           | 1971           | 1981           | 1991           | 2001           | 2011           |
| 0              | 0              | 0              | 508            | 562            | 1.018          | 2.081          | 1.879          | 2.380          | 2.759          | 3.285          | 3.399          | 3.236          | 3.923          | 3.472          | 2.944          |